# VW typ 82E Käfer
VW typ 82E Käfer – niemiecki samochód osobowo-terenowy z okresu II wojny światowej będący wojskową wersją samochodu osobowego Volkswagen Garbus.
W latach 30. XX wieku opracowano kompaktowy samochód cywilny Volkswagen Garbus. Podjęto, także pracę nad wersją wojskową. Prototyp nowego pojazdu oznaczono VW typ 62. W tym pojeździe zastosowano nowe, odkryte nadwozie. Po przeprowadzeniu testów i wprowadzeniu niezbędnych zmian w roku 1940 wprowadzono na wyposażenie Wehrmachtu samochód VW typ 82 Kübelwagen. 
W roku 1941 wprowadzono kolejny pojazd wojskowy oparty na Garbusie – VW typ 82E, popularnie nazywany Käfer (pol. chrząszcz). Samochód ten w przeciwieństwie do Kübelwagena posiadał nadwozie z Garbusa. Zastosowano jednak napęd 4×4 co miało polepszyć zdolności terenowe pojazdu.